# Okabena, Minnesota
Okabena, Minnesota (енгл. Okabena) град је у америчкој савезној држави Минесота.

## Демографија
По попису из 2010. године број становника је 188, што је 3 (1,6%) становника више него 2000. године.
| Група             | 2000.       | 2010.       |
| Белци             | 173 (93,5%) | 174 (92,6%) |
| Афроамериканци    | 0 (0,0%)    | 2 (1,1%)    |
| Азијати           | 0 (0,0%)    | 1 (0,5%)    |
| Хиспаноамериканци | 12 (6,5%)   | 9 (4,8%)    |
| Укупно            | 185         | 188         |